# SW 680
SW 680 – produkowana od 1966 przez WSK Mielec rodzina silników wysokoprężnych z wtryskiem bezpośrednim, licencyjna, polska wersja silników typu 0.680 plus firmy British Leyland.

## Historia
Próby skonstruowania silnika wysokoprężnego dla ciężkiego transportu drogowego sięgały roku 1952, gdy rozpoczęto pierwsze prace nad silnikiem S-56 do projektowanego w Biurze Konstrukcyjnym Przemysłu Motoryzacyjnego (BKPMot) samochodu ciężarowego A80 (nazwanego później „Żubr”). Silnik ten nie osiągał wymaganych parametrów pracy i postanowiono go zmodernizować. Tak powstał silnik S-560 o powiększonych parametrach roboczych. Jednak do produkcji seryjnej został wprowadzony bez należytego przebadania. Błędne rozwiązania konstrukcyjne (mocowania przeciwciężarów wału korbowego) powodowały awarie i niepewność ruchową samochodów z tym silnikiem. Sytuacja ta wpłynęła na zakup licencji na silnik 0.680 o wymaganych parametrach w firmie Leyland.

## Zastosowanie

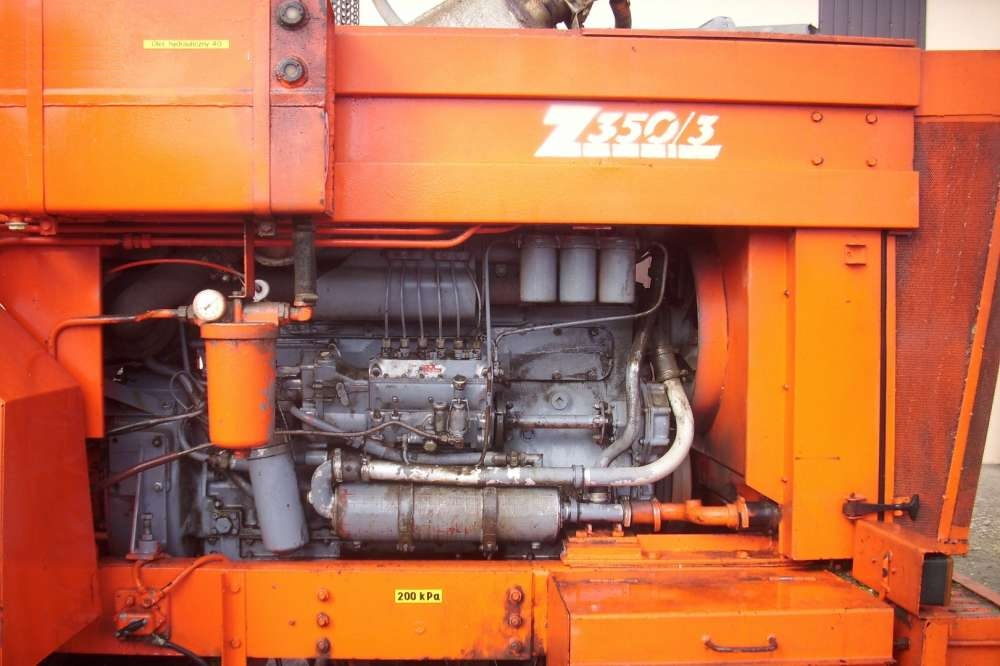
Odmiana silnika SW680/17/4 o mocy 220 KM przy 2000 obr./min służyła jako jednostka napędowa polskich sieczkarni samojezdnych z serii Z350

Odmiany silnika SW680 były podstawową jednostką napędową samochodów ciężarowych rodzin Jelcz 300 i 410 oraz autobusów Jelcz PR110 i Autosan, używane były również do napędu haubic samobieżnych Goździk, maszyn budowlanych, agregatów prądotwórczych i małych statków. Silniki SW680/17 znalazły również zastosowanie w rolnictwie. Służyły jako jednostka napędowa do polskich maszyn samojezdnych: kombajnów zbożowych Bizon (BS Z110, Gigant) oraz sieczkarni samojezdnych z serii Z350 i prototypu Z330. Silnik znalazł zastosowanie także w wyciągarkach szybowcowych rodzimej produkcji, m.in. Tur-2B.

## Budowa
Silnik 6-cylindrowy ZS, w układzie rzędowym pionowym lub poziomym (wersja autobusowa), średnica cylindra 127 mm i skok tłoka 146 mm, pojemność skokowa 11 100 cm³. Silnik miał rozrząd górnozaworowy, popychaczowy układ rozrządu OHV z wałkiem umieszczonym w kadłubie. Kuty jednolity wał korbowy podparto na siedmiu ślizgowych łożyskach głównych, wtrysk bezpośredni do toroidalnych komór spalania w denkach tłoków. Początkowo montowano tłoczkową pompę wtryskową oraz wtryskiwacze firmy CAV. W późniejszym okresie wprowadzono aparaturę wtryskową produkowaną w kraju przez Zakład Produkcji Aparatury Paliwowej będący częścią Wytwórnię Sprzętu Komunikacyjnego "PZL-Mielec" według licencji firmy Friedmann-Meyer. Masa suchego silnika wynosiła około 970 kg.

## Osiągi
Podstawowa wersja wolnossąca (bez turbodoładowania) SW 680/1, przy stopniu sprężania 15,8 osiągała moc 147 kW (200 KM) przy 2200 obr./min, a maksymalny moment obrotowy wynosił 743 Nm przy 1200 obr./min. Podstawowa wersja z turbodoładowaniem SW680/17 osiągała moc 240 KM (176,5 kW).

## Wersje rozwojowe
- SWT680
- SWT11
- MD111E